# تدنية النفايات

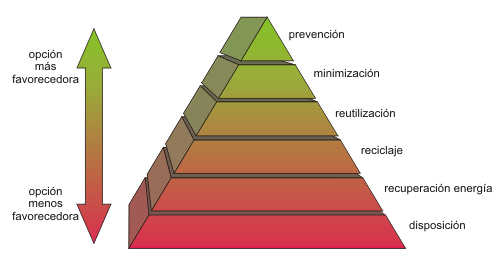

تقليص النفايات أو تدنية النفايات هو مجموعة من العمليات والممارسات التي تهدف إلى تقليل كمية النفايات المنتَجة. يدعم تقليص النفايات الجهود المبذولة لبناء مجتمع أكثر استدامة، عن طريق الحد من توليد النفايات الضارة والنفايات المتولدة باستمرار، أو التخلص منها. يتضمن تقليص النفايات إلى الحد الأدنى إعادة تصميم المنتجات والعمليات و/ أو تغيير الأنماط المجتمعية للاستهلاك والإنتاج.
يُعتبر عدم حدوث المشكلة أساسًا في كثير من الأحيان الطريقةَ الأفضل من الناحية البيئية، والكفاءة الاقتصادية، وتحليل فعالية التكلفة، لإدارة النفايات. يرى مسؤولو البيئة أن تقليص إنتاج النفايات إلى الحد الأدنى هو محور اهتمام معظم استراتيجيات إدارة النفايات. قد يتطلب كل من المعالجة والتخلص السليمان من النفايات، كميةً كبيرة من الوقت والموارد؛ لذلك، يمكن أن تكون فوائد تقليص إنتاج النفايات كبيرة إذا نُفذت بطريقة فعالة وآمنة ومُستدامة.
تتمحور الإدارة التقليدية للنفايات حول معالجة النفايات بعد توليدها، مع التركيز على إعادة الاستخدام وتدوير النفايات وتحويل النفايات إلى طاقة (WTE). يتضمن تقليص إنتاج النفايات تجنب توليد النفايات أثناء عملية التصنيع. يحتاج مدير المصنع إلى معرفة سيرورة عملية الإنتاج، وتحليل دورة حياة المادة (التي تتبعها المواد منذ استخراجها وحتى عودتها إلى الأرض)، وتفاصيل توليد النفايات.
تختلف مصادر تشكل النفايات الرئيسية من بلد لآخر. إذ تتشكل معظم النفايات في المملكة المتحدة من تشييد وهدم المباني، يليها التعدين والمقالع، ثم الصناعة والتجارة. تشكل النفايات المنزلية نسبة صغيرة نسبيًا من إجمالي النفايات المتولدة. ترتبط النفايات الصناعية المتولدة غالبًا بسلسلة الإمداد. على سبيل المثال، قد تصر الشركة التي تتعامل مع المنتج على أنه يجب شحنه بعبوات معينة، لأنها تناسب احتياجات المستهلك.

## الفوائد
يمكن لتقليص النفايات أن يحمي البيئة، بل وغالبًا ما تكون له فوائد اقتصادية إيجابية، إذ يمكن لتقليص النفايات إلى الحد الأدنى أن يحسن:
- ممارسات الإنتاج الفعالة. يمكن أن يؤدي تقليص إنتاج النفايات إلى الحد الأدنى من إنتاج كميات أكبر من المنتج باستخدام نفس كمية المواد الخام.
- العوائد الاقتصادية. الاستخدام الأكثر كفاءة للمنتجات يعني انخفاض تكاليف شراء مواد جديدة لتحسين الأداء المالي للشركة.
- السُمعة. يُعد التعريف البيئي للشركة جزءًا مهمًا من سمعتها الإجمالية، بل ويعكس تقليص إنتاج النفايات إلى الحد الأدنى حركة استباقية في مجال الحفاظ على البيئة.
- جودة المنتجات، يمكن أن يؤدي الابتكار والممارسات التكنولوجية الجديدة إلى تقليص توليد النفايات وتحسين جودة المدخلات في مرحلة الإنتاج.
- مسؤولية حماية البيئة، يجعل تقليص أو القضاء على توليد النفايات، تلبية أهداف القوانين والسياسات والمعايير البيئية أمرًا في غاية السهولة، ويُخفض الأثر البيئي للنفايات.

## الصناعات
في المجال الصناعي، يؤدي استخدام سبل التصنيع الأكثر كفاءة، والمواد الأفضل بشكل عام إلى تقليص توليد النفايات. لقد أدى تطبيق تقنيات تقليص توليد النفايات إلى تطوير منتجات بديلة ومبتكرة ناجحة تجاريًا.
تتطلب جهود تقليل توليد النفايات استثمارًا يُعوض عادةً عن طريق المدخرات. ومع ذلك فإن الحد من توليد النفايات في جزء معين من عملية الإنتاج قد يولد نفايات في جزء آخر من العملية.

## العمليات
- إعادة استخدام مواد الخردة

يمكن إعادة دمج الخردة الناتجة على الفور في بداية خط التصنيع بشكل يمنع تشكل نفايات، تفعل العديد من الصناعات هذا الأمر بشكل روتيني. على سبيل المثال، تقوم مطاحن الورق بإعادة أي لفات تالفة إلى بداية خط الإنتاج، وأما بالنسبة لصناعة المواد البلاستيكية، تُدمج المقطوعات والخردة في صناعة المنتجات الجديدة.
- تحسين ضبط الجودة ورصد العملية

يمكن اتخاذ خطوات للتأكد من أن عدد المنتجات المرفوضة يبقى ضمن حدوده الدنيا. يُتحقق من ذلك من خلال زيادة وتيرة التفتيش وعدد نقاط التفتيش. على سبيل المثال، يمن أن تساعد آلية تثبيت معدات المراقبة الدائمة في تحديد مشكلات الإنتاج في مرحلة مبكرة.
- تبادل النفايات

وهو عندما تصبح فيه نفايات منتج ما، مادة خامًا لمنتج آخر. تمثل عملية تبادل النفايات طريقة أخرى للحد من كميات النفايات المتولدة والتي لا يمكن التخلص منها.
- النقل إلى نقاط الاستخدام

يتضمن ذلك إجراء عمليات تسليم المواد الخام أو المكونات الواردة للصناعة مباشرةً إلى النقطة التي تُجمع فيها أو التي تُستخدم في عملية التصنيع، بهدف تقليل التعامل مع الأغلفة الواقية أو العبوات واستخدامها.
- صفر نفايات

وهو النظام الذي يهدف إلى القضاء على نفايات المصدر في جميع نقاط سلسلة التوريد، بهدف عدم إنتاج النفايات. وهي فلسفة تؤكد على منع إنتاج النفايات بدلًا من معالجة النفايات عند نقطة التجميع النهائي. لا يمكن منع توليد النفايات بشكل كلي على الصعيد العالمي (مهما بلغ الحد الأدنى لتوليد النفايات)، نظرًا إلى أنه سيكون هناك دومًا نهاية لدورة حياة أي منتج، ولكن يبقى الهدف لهذا النظام هو منع التلوث.

### تصميم المنتج
يمكن تقليل توليد النفايات وزيادة موارد المنتجات المصنعة في مرحلة التصميم بسهولة، وذلك عبر تقليل عدد المكونات المستخدمة في صناعة المنتج أو جعله سهل التفكيك، بهدف إصلاحه أو إعادة تدويره في نهاية عمره الإنتاجي.
قد يكون من الأفضل في بعض الحالات عدم تقليل حجم المواد المستخدمة لصنع المنتج، بل تقليل حجم أو سمية النفايات الناتجة في نهاية عمر المنتج بدلًا من ذلك، أو خفض الأثر البيئي لاستخدام هذا المنتج.

#### مُلاءمة الاستخدام المقصود
تُصمم في هذه الاستراتيجية المنتجات والمُغلفات على النحو الأمثل لتلبية الاستخدام المقصود. ينطبق هذا الأمر بشكل خاص على مواد التغليف، والتي يجب أن تكون متينة فقط حسب الغرض المطلوب من المنتج. من ناحية أخرى، قد يكون هذا الأمر أكثر هدرًا إذا تعرضت المواد الغذائية التي استهلكت الموارد والطاقة في إنتاجها للتلف والفساد نتيجةً للتدابير الشديدة المُستخدمة للحد من استخدام الورق والمعادن والزجاج والبلاستيك في تغليفها.

#### الديمومة
يمكن أن تؤدي زيادة عمر السلعة، مثل إطالة العمر الإنتاجي للمكنسة الكهربائية إلى 15 عامًا بدلًا من 12 عامًا، إلى الحد من الهدر، بل ويحسن كثيرًا من استثمار الموارد على النحو الأمثل.
يمتلك مبدأ الاستدامة أثرًا سلبيًا على البيئة في بعض الأحيان، فمن المحتمل أن يتأخر استبدال المنتج بتكنولوجيا أكثر كفاءة، إذا كان عمر السلعة كبيرًا. لذلك، قد تضيف زيادة العمر الإنتاجي لآلة قديمة إلى تجميل البيئة عبئًا أكبر للتخلص منه أو إعادة تدوير المعدن المُستخدم في صناعته وشراء منتج جديد. وبالمثل، تستهلك المنتجات القديمة كمية أكبر من الوقود، بل وتنتج انبعاثات بكمية أكبر من نظرائها الأحدث.
تُعتبر صناعة الزجاجات القابلة لإعادة الاستخدام قوية بما يكفي لتحمل العديد من الرحلات بين المستهلك ومصنع التعبئة، الأمر الذي يتطلب جعلها أكثر سمكًا وأثقل، ما يزيد من الموارد اللازمة لجعلها مخصصة للنقل.
نظرًا لأن النقل يمتلك أثرًا كبيرًا على البيئة، فإن التقييم الدقيق مطلوب لعدد الرحلات التي تقوم بها الزجاجات. قد تكون الموارد المهدورة المخصصة لصناعة زجاجة أكبر من صناعة زجاجة مصممة لرحلة واحدة، إذا أُلقيت هذه الزجاجة القابلة لإعادة الاستخدام بعد إعادة تعبئتها عدة مرات فقط.
تتضمن العديد من الخيارات السابقة تنازلات في سبيل خفض الأثر البيئي، ولكن لا توجد معلومات كافية لاتخاذ قرارات حاسمة في هذا المجال.